# Мюнте, Герхард
Герхард Петер Франц Мюнте (норв. Gerhard Peter Frantz Munthe, 1849—1929) — норвежский художник и иллюстратор.

## Биография
Родился в семье врача Кристофера Мюнте, среди его детей были также историк — Хартвиг Андреас Мюнте, писательница Маргрете Мюнте и офицер Карл Оскар Мюнте. Среди родственников были также историки и художники. В 1863 году Герхарда отправили в Христианию для изучения медицины, но поскольку он проявил художественные способности, отец рекомендовал ему заняться искусством профессионально. С 1870 года он обучался у Йохана Экерсберга, и до 1874 года работал у М. Мюллера и К. Бергслина. В 1874—1876 года Мюнте обучался у А. Ахенбаха в Дюссельдорфе. В 1877 году Г. Мюнте обосновался в Мюнхене, где работал до 1882 года. Его работы выставлялись на Всемирных выставках в Париже 1900 и 1904 годов.
После возвращения в Норвегию, в 1886 году женился на 17-летней Сигрун Сандберг. Брак оказался неудачным, вдобавок, Сигрун сама имела художественные амбиции. В 1888 году супруги Мюнте потеряли будущего ребёнка, больше детей у них не было. Он построил семейный дом в Люсакере, который в 1982 году был уничтожен пожаром. В тот же период Г. Мюнте работал в приёмной комиссии художественного училища и с 1890 года вошёл в состав Совета Норвежской национальной галереи.
В 1896—1899 годах Герхард Мюнте получил заказ на иллюстрирование «Круга земного» Снорри Стурлусона, работая вместе с Э. Вереншельдом. Вместе с женой занялся декоративно-прикладным искусством, в частности, гобеленами. В 1905 году начался роман его жены с Фритьофом Нансеном, в результате, Мюнте изобразил его на одном из гобеленов в образе тролля. В том же году супруги попытались воссоединиться и совершили совместное путешествие в Копенгаген, Дюссельдорф и Париж. В 1907 году Мюнте совершили поездку в Венецию. После 1911 года отношения между Сигрун Мюнте и Нансеном стали постоянными, и в 1918 году Герхард и Сигрун Мюнте развелись. Последние годы художник провёл в Люсакере, где скончался в 1929 году. Прах его захоронили в Эльверуме.

## Галерея

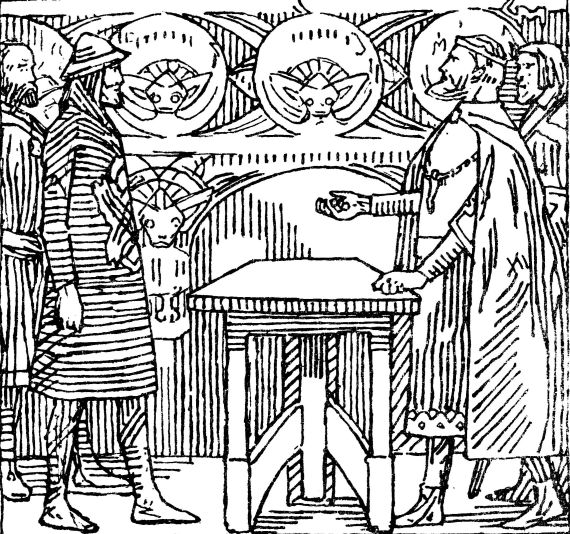
Конунги
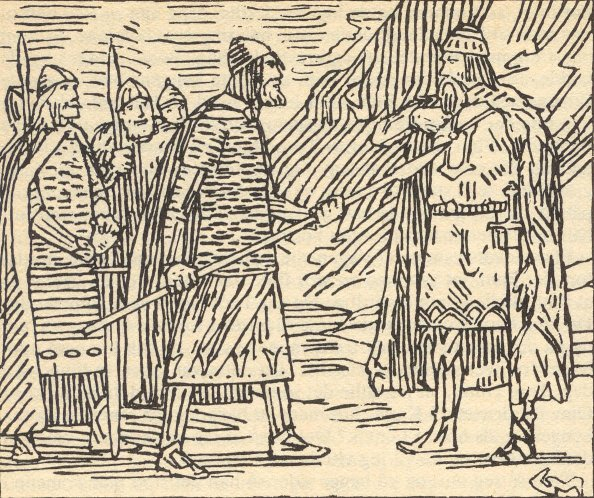
Финн Арнессон
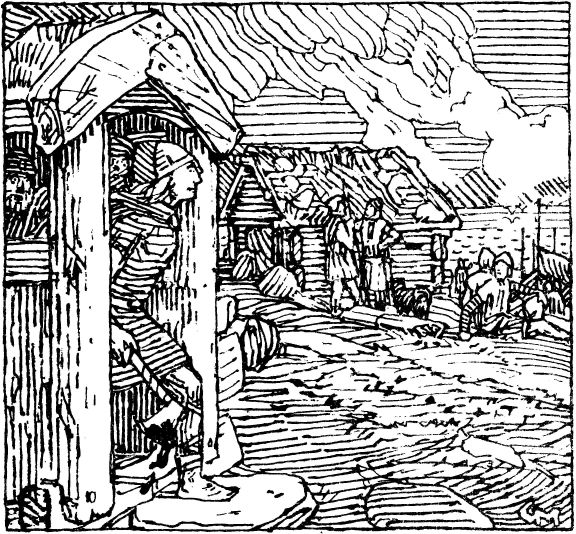
Торкиль Фостре после убийства Эйнара
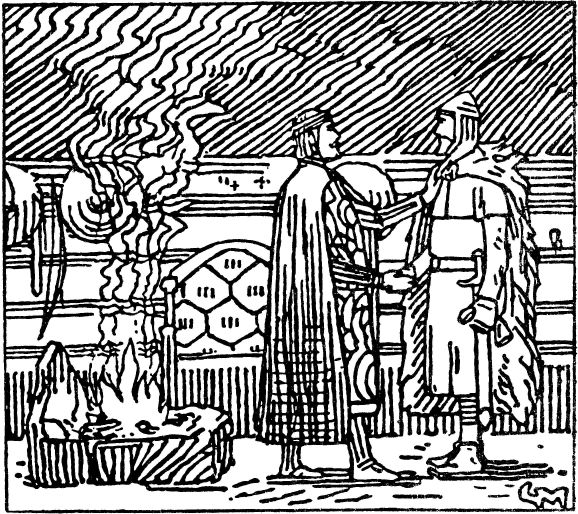
Конунг Олаф посылает Карла в Бьярмеланд
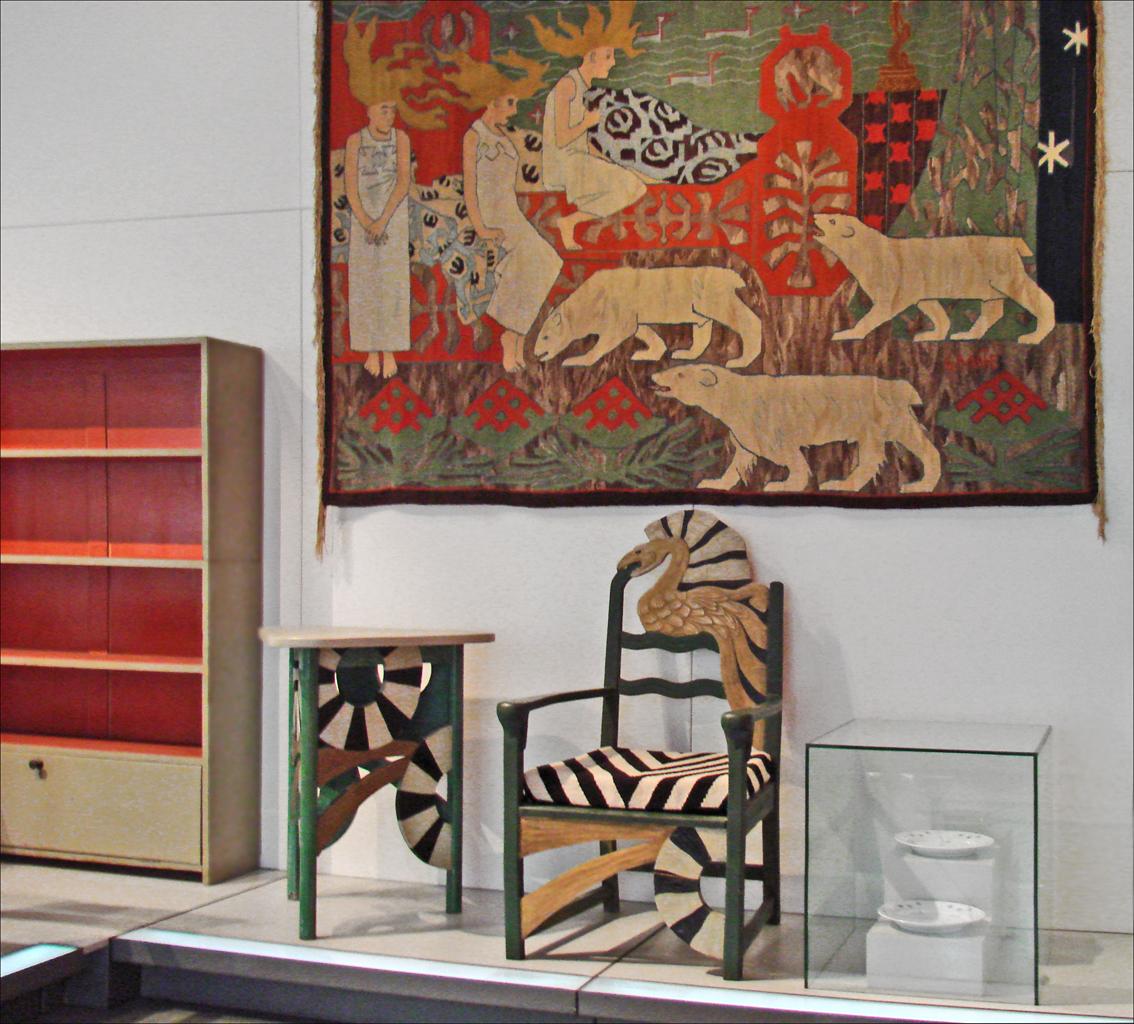
Гобелен «Дщери северного сияния», 1897